# Gemma Etheridge
Gemma Etheridge (1 de dezembro de 1986) é uma ruguebolista de sevens australiana, campeã olímpica.

## Carreira
Gemma Etheridge integrou o elenco da Seleção Australiana Feminina de Rugby Sevens medalha de ouro na Rio 2016, ela fez sete tries.